# Melani García
Melani García Gaspar, född 10 juni 2007 i La Eliana, Valencia, är en spansk sångare känd för att ha vunnit den fjärde säsongen av La Voz Kids och för att ha representerat Spanien i Junior Eurovision Song Contest 2019. I den senare tävlingen, som hölls den 24 november i Gliwice, Polen, slutade hon på tredje plats med 212 poäng.

## Biografi

### Uppväxt ochThe Voice Kids
Melani García Gaspar, med spansk-argentinskt ursprung, föddes och bor i La Eliana, Valencia. Vid åtta års ålder började hon sjunga i en lokal kör vid namn Unió Musical de l’Eliana. Hon tog började ta sånglektioner, och det var tack vare en av hennes sånglärare som hon upptäckte operan, då läraren introducerade henne för verket «Due pupille amabili» av Wolfgang Amadeus Mozart. Förutom att sjunga spelar García Gaspar även violin och håller på att lära sig spela piano. Hon behärskar engelska och är dessutom gymnast.
År 2018 ställde hon upp i La Voz Kids, en spansk barnversion av "The Voice", där hon under programmets olika avsnitt sjöng i lyrisk stil. Till finalen valde hon arian Nessun dorma av Giacomo Puccini och vann. Hennes dröm är att representera Spanien i Eurovision Song Contest.

### Junior Eurovision 2019
Den 24 juli 2019 tillkännagavs att Melani García skulle representera Spanien i Junior Eurovision Song Contest 2019 – något som den unga sångerskan fick veta i direktsändning i den populära spanska talkshowen A partir de hoy. Spanien återvände därmed till tävlingen efter tretton års frånvaro. Efter att ha deltagit fyra gånger (2003–2006) var detta första gången representanten valdes internt.
Den 20 september 2019 släpptes låten Marte (”Mars”), en låt skriven och producerad av Pablo Mora och Manu Chalud, där Melani själv också medverkat i arbetet. Låten handlar om problemet med plast i haven och kombinerar popmusik med lyriska inslag – det sistnämnda är den genre Melani först blev känd inom.
Melani deltog i festivalen tillsammans med fyra körsångare: Edurne Rodríguez, Yara Diez, Violeta Leal och María Mihali. För scenografi ansvarade Santiago Junegos för. Efter att alla röster presenterats slutade Melani på en tredjeplats med totalt 212 poäng.